# آلترناتیو آراندبی
آلترناتیو آراندبی (به انگلیسی: Alternative R&B) (همچنین با نام‌های آلت-آراندبی، پی‌بی‌آراندبی، ایندی آراندبی، اکسپریمنتال آراندبی، هیپستر آراندبی و امو آراندبی شناخته می‌شود)، اصطلاحی است که توسط روزنامه‌نگاران موسیقی، در توصیف جایگزینی سبک‌محور برای آراندبی معاصر به کار رفته‌است.

## مطالعهٔ بیشتر
- Abebe, Nitsuh (August 14, 2011). "PBR&B". New York.
- Cabral, Jeanette (February 27, 2012). "PBR&B – A subgenre is born". CBC Music. Archived from the original on March 1, 2016.
- Fennessey, Sean (مارس 23, 2011). "Love vs. Money: The Weeknd, Frank Ocean, and R&B's Future Shock". The Village Voice. Archived from the original on May 12, 2011. Retrieved November 16, 2020.